# متیو گاردینر (بازیکن فوتبال)
متیو گاردینر (انگلیسی: Matthew Gardiner؛ زادهٔ ۲۸ مارس ۱۹۷۴) بازیکن فوتبال اهل بریتانیا است.
از باشگاه‌هایی که در آن بازی کرده‌است می‌توان به باشگاه فوتبال تورکی یونایتد، باشگاه فوتبال ردیچ یونایتد، باشگاه فوتبال ووستر سیتی، باشگاه فوتبال هرفورد یونایتد، و باشگاه فوتبال شروزبری تاون اشاره کرد.